# Hajmon (syn Kreona)
Hajmon (gr. Αἵμων Aimōn, łac. Haemon ‘biegły’) – w mitologii greckiej królewicz tebański.
Uchodził za syna Kreona i Eurydyki. Był narzeczonym Antygony. Na wieść o samobójczej śmierci swej wybranki odebrał sobie życie. Jego śladem poszła także jego matka.